# 卡缅斯基胡托尔农村居民点
卡缅斯基胡托尔农村居民点（俄语：Каменскохуторское сельское поселение）是俄罗斯联邦布良斯克州克利莫沃区所属的一个农村居民点。其下辖有9个居民点，行政中心为卡缅斯基胡托尔。据2015年统计，该农村居民点的人口为979人。